# Nature morte espagnole Sol y Sombra
Nature morte espagnole Sol y Sombra est un tableau peint par Pablo Picasso en 1912. Cette toile exécutée à l'huile et au Ripolin est une nature morte cubiste. Achetée par Roger Dutilleul à la galerie Kahnweiler dès l'année de sa création, elle est aujourd'hui conservée au Lille Métropole, Musée d'art moderne, d'art contemporain et d'art brut, à Villeneuve-d'Ascq.

## Expositions
- Apollinaire, le regard du poète, musée de l'Orangerie, Paris, 2016 — n°109.
- Le Cubisme, Centre national d'art et de culture Georges-Pompidou, Paris, 2018-2019.